# Dar-Alfawakih (département)
Le département du Dar-Alfawakih est un des six départements composant la province du Wadi Fira au Tchad. Son chef-lieu est Am Zoer.

## Communes
Le département du Dar-Alfawakih compte trois communes :
- Am Zoer,
- Mata,
- Gourmaka.

## Histoire
Le département du Dar-Alfawakih a été créé par l'ordonnance n° 038/PR/2018 portant création des unités administratives et des collectivités autonomes du 10 août 2018.

## Administration
Préfets du Dar-Alfawakih (depuis 2018)
- nd.